# جيريمي فريمبونغ
جيريمي فريمبونغ (مواليد 10 ديسمبر 2000) هو لاعب كرة قدم هولندي يلعب في مركز الظهير الأيمن مع نادي ليفربول.

## وصلات خارجية
- جيريمي فريمبونغ على موقع الاتحاد الأوربي (الإنجليزية)
- جيريمي فريمبونغ على موقع قاعدة بيانات كرة القدم.إي يو (الإنجليزية)
- جيريمي فريمبونغ على موقع ليكيب (الفرنسية)
- جيريمي فريمبونغ على موقع ناشيونال فوتبول تيمز (الإنجليزية)
- جيريمي فريمبونغ على موقع Soccerbase.com (لاعب) (الإنجليزية)
- جيريمي فريمبونغ على موقع Soccerway.com (الإنجليزية)
- جيريمي فريمبونغ على موقع عالم كرة القدم.نت (الإنجليزية)